# Albrecht Brandi

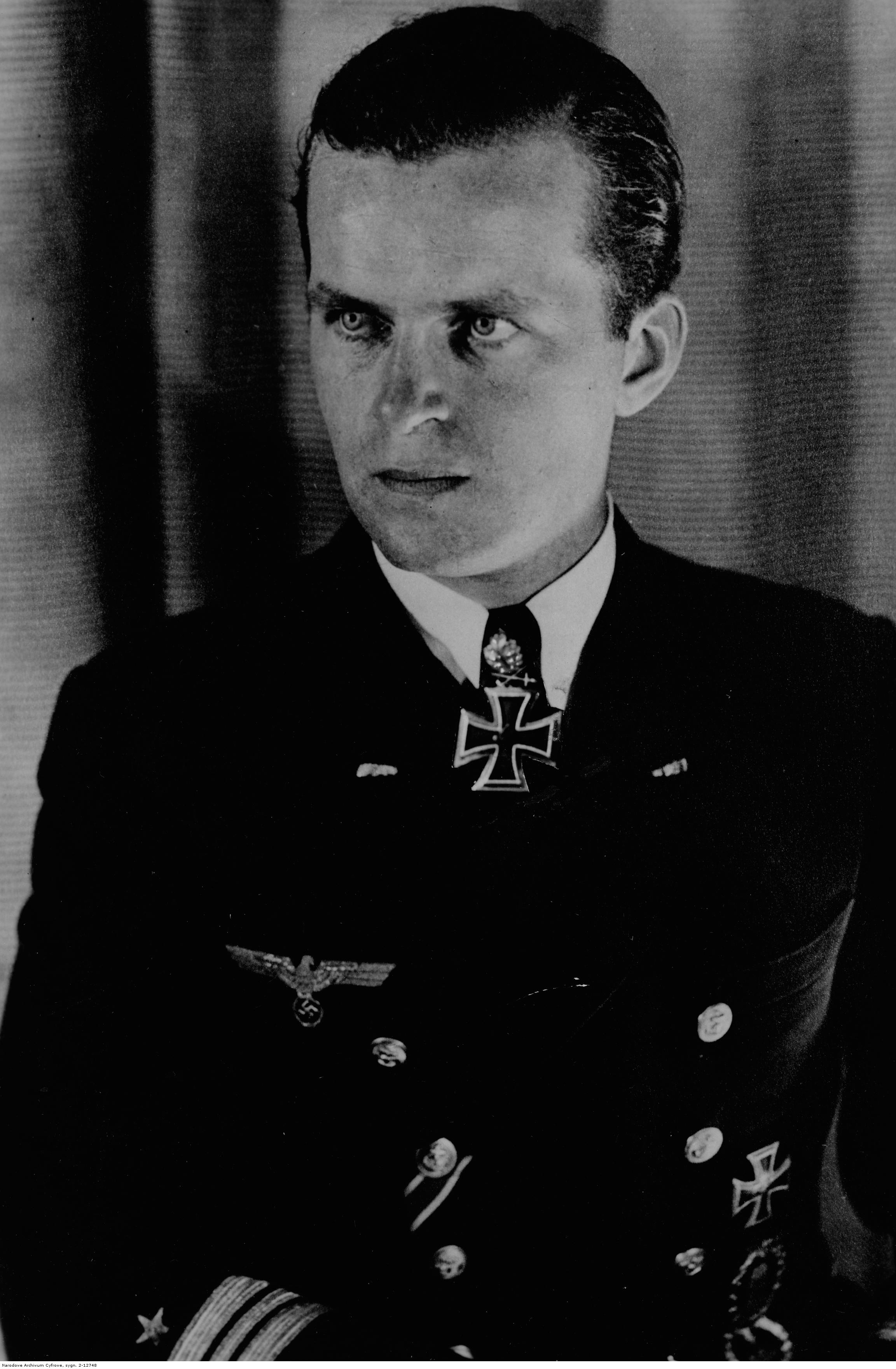
Unterseebootskommandant Albrecht Brandi in Uniform der Kriegsmarine, September 1944

Albrecht Brandi (* 20. Juni 1914 in Dortmund; † 6. Januar 1966 in Köln) war ein deutscher Marineoffizier und U-Boot-Kommandant der Kriegsmarine und einer von 27 Inhabern des Eichenlaubs mit Schwertern und Brillanten zum Ritterkreuz des Eisernen Kreuzes. Insgesamt versenkte er neun Handelsschiffe mit 29.339 BRT sowie zwei Zerstörer und einen Minenkreuzer.

## Zwischenkriegszeit
Brandi, Sohn des Bergbau-Ingenieurs Ernst Brandi, war Sturmführer der nationalsozialistischen Sturmabteilung (SA) Er trat am 1. April 1935 als Seeoffiziersanwärter der Kriegsmarine bei und wurde dort der II. Abteilung der Schiffstammabteilung der Ostsee in Stralsund zugeteilt. Dort bekam er seine infanteristische Grundausbildung, die er am 25. September 1935 mit seiner Ernennung zum Seekadetten abschloss. Anschließend absolvierte Brandi vom 26. September 1935 bis 19. Juni 1936 seine Bordausbildung auf dem Segelschulschiff Gorch Fock und dem Leichten Kreuzer Karlsruhe. Danach begann er am 20. Juni 1936 an der Marineschule Mürwik in Flensburg-Mürwik den Hauptlehrgang für Fähnriche. Vom 1. April 1937 bis 1. Oktober 1937 absolvierte Brandi diverse Fähnrichswaffenlehrgänge, wobei er am 1. Juli 1937 zum Fähnrich zur See ernannt wurde. Am 2. Oktober 1937 wurde er III. Wachoffizier an Bord des Minensuchboots M 125. Diese Dienststellung hatte er bis zum 1. Oktober 1937 inne. Am 2. Oktober 1937 wurde er Wachoffizier auf dem Minensuchboot M 1, wo er am 1. Januar 1938 seine Beförderung zum Oberfähnrich zur See und am 1. April 1938 die zum Leutnant zur See erlebte.

## Zweiter Weltkrieg
Beförderungen
- Seekadett am 25. September 1935
- Fähnrich zur See am 1. Juli 1936
- Oberfähnrich zur See am 1. Januar 1938
- Leutnant zur See am 1. April 1938
- Oberleutnant zur See am 1. Oktober 1939
- Kapitänleutnant am 1. Oktober 1942
- Korvettenkapitän am 8. Juni 1944
- Fregattenkapitän am 18. Dezember 1944

1 Feindfahrt mit U 552
- 25. Dezember 1941 bis 27. Januar 1942
 (als Kommandantenschüler)

7 Feindfahrten mit U 617
- 29. August 1942 bis 7. Oktober 1942
 (4 Schiffe mit 15.079 BRT versenkt)
- 2. November 1942 bis 28. November 1942
- 21. Dezember 1942 bis 17. Januar 1943
 (3 Schiffe mit 6.996 BRT versenkt)
- 27. Januar 1943 bis 13. Februar 1943
 (2 Schiffe mit 7.264 BRT und 1 Kreuzer mit 2.650 ts versenkt)
- 25. März 1943 bis 17. April 1943
- 31. Mai 1943 bis 20. Juli 1943
- 28. August 1943 bis 12. September 1943
 (1 Zerstörer mit 1.050 ts versenkt)

1 Feindfahrt mit U 380
- 20. Dezember 1943 bis 21. Januar 1944

1 Feindfahrt mit U 967
- 11. April 1944 bis 17. Mai 1944
 (1 Zerstörer mit 1.300 ts versenkt)

Auf M 1 war Brandi unter dem Kommandanten Hans Bartels beim Überfall auf Polen an der Deckung der verlustreichen Operation gegen die polnische Westerplatte bei Danzig beteiligt, dann in den frühen Morgenstunden des 24. Februar 1940 im Gebiet der Doggerbank auch an der ohne vorherige Warnung vorgenommenen Versenkung der vier in Esbjerg beheimateten dänischen Fischkutter Ejjam (E 92), Gerlis (E 456), Merkator (E 348) und Polaris (E 504) durch Rammen. Bartels meldete seinen Vorgesetzten, dass „aus militärischen Gründen“ von den Kutterbesatzungen niemand gerettet wurde; 16 Fischer aus dem damals neutralen Dänemark verloren ihr Leben.
Brandi wurde am 25. Mai 1940, als Nachfolger von Hans Bartels, Kommandant des Bootes und kam in dieser Zeit das erste Mal bei der Sicherung von Überführungsfahrten von U-Booten von ihren Werften mit diesem Schiffstyp in Kontakt. Im April 1941 erfolgte, nach einer zuvor erteilten Ablehnung, sein Übertritt zur U-Boot-Waffe. Noch im selben Monat begann seine U-Boots-Ausbildung an der Marineschule Mürwik, die er am 24. Dezember 1941 abschloss.
Am 25. Dezember 1941 wurde Brandi Kommandantenschüler auf U 552 unter dem Kommando von Erich Topp, mit dem er vom 25. Dezember 1941 bis 27. Januar 1942 seine erste Feindfahrt unternahm. Danach verließ Brandi U 552 und wurde am 28. Januar 1942 zur Baubelehrung für U 617 delegiert, dessen Kommandant er am 9. April 1942 wurde. Die Übernahme des Bootes erfolgte in Kiel. Schon auf der anschließenden Überführungsfahrt nach St. Nazaire konnte das Boot vier feindliche Schiffe versenken. Im November 1942, inzwischen am 1. Oktober 1942 zum Kapitänleutnant befördert, beschädigte Brandi auf einer weiteren Feindfahrt einen Zerstörer und versenkte ein Schiff. Aufgrund neuer Befehle brach er dann durch die Straße von Gibraltar, wobei er von einem britischen Marineflugzeug und Sicherungsschiffen angegriffen wurde. Jedoch konnte U 617 unbeschädigt diese schwierige Passage meistern. Von November 1942 bis September 1943 war Brandi in Toulon und La Spezia im Mittelmeer stationiert. Bei einer Feindfahrt Ende 1942 kam es zu einem Zusammentreffen mit einem britischen U-Boot. Nach einer dreistündigen gegenseitigen Belauerung tauchte Brandi ab und setzte seine Feindfahrt fort. Nach seiner Rückkehr erhielt er am 21. Januar 1943 das Ritterkreuz des Eisernen Kreuzes.
Auf der nächsten Feindfahrt versenkte er den britischen schweren Minenleger Welshman, der für die Verteidigung Maltas wichtig war. Für die darauf folgende Versenkung des Zerstörers Puckeridge wurde Brandi mit dem Eichenlaub zum Ritterkreuz des Eisernen Kreuzes ausgezeichnet. Während der Feindfahrt sichtete er auch die beiden britischen Flugzeugträger Illustrious und Formidable, konnte sie jedoch wegen einer schlechten Schussposition nicht angreifen. Am 11. September 1943 wurde sein U-Boot von britischen Flugzeugen der 179. Squadron so schwer beschädigt, so dass Brandi den Befehl zur Selbstversenkung nahe der spanischen Küste geben musste. Teils in Schlauchbooten, teils schwimmend erreichte Brandis Mannschaft die Küste, wo sie von spanischen Truppen aufgegriffen und in Cádiz interniert wurden. Brandi und seine Mannschaft kehrten im November 1943 nach Deutschland zurück.
Im Dezember 1943 wurde Brandi zum Kommandanten von U 380 ernannt, mit dem er jedoch nur zu einer Feindfahrt ohne Erfolg auslief. Am 11. März 1944 wurde U 380 am Liegekai in Toulon durch einen Luftangriff der 15. USAAF zerstört. Anschließend übernahm Brandi im April 1944 das Kommando von U 967. Nach Abschluss zweier weiterer Feindfahrten, wobei er am 5. Mai 1944 den US-amerikanischen Zerstörer USS Fechteler versenkte, erhielt er die Schwerter zum Ritterkreuz. Am 8. Juni 1944 wurde er zum Korvettenkapitän befördert. Eine Erkrankung zwang Brandi zu einer Kur bis September 1944, weswegen er das Kommando über U 967 abgeben musste.
Nach seiner Genesung wurde Brandi mit der Leitung der U-Boot-Kampfverbände in der Ostsee beauftragt und erhielt für seine Leistungen die Brillanten zum Ritterkreuz verliehen. Die Kriegsmarine stellte bis zu diesem Zeitpunkt lediglich zwei der bis dahin 22 mit den Brillanten ausgezeichneten Soldaten der Wehrmacht, und mit der Verleihung an Brandi sollte die Motivation der U-Boot-Fahrer gesteigert werden. Im Januar 1945 wurde er Chef der Kleinkampfverbände der Kriegsmarine im niederländischen Raum, wo er ab 3. Februar 1945 als Divisionskommandeur der 5. K-Division der Kleinst-U-Boote vom Typ „Seehund“ mit Gefechtsstand in IJmuiden (Niederlande) diente und gleichzeitig als Lehrkommandeur des Lehrkommandos 300, das für die Ausbildung der künftigen Seehundbesatzungen verantwortlich war. Am 6. Mai 1945 kapitulierte Brandi mit seiner Einheit vor den kanadischen Streitkräften in Ĳmuiden. Kurz darauf wurde er Kommandant des nahen Kriegsgefangenenlagers in IJmuiden. Im September 1945 erfolgte seine Entlassung aus der Kriegsgefangenschaft.

## Nachkriegszeit
Nach dem Krieg absolvierte Brandi die Gesellenprüfung als Maurer, um sich für seinen darauffolgenden Beruf des Architekten vorzubereiten. Er wurde auf der Essener Staatsbauschule aufgenommen und machte sich 1950 als Architekt selbständig. In dieser Funktion arbeitete er in verschiedenen Ländern, unter anderem auch in Saudi-Arabien. Drei Jahre lang war er Vorsitzender des Bundes Deutscher Architekten in Dortmund. Brandi engagierte sich im Rotary Club und war von 1964 bis zu seinem Tode Vorsitzender des Kreises Westfalen. 1966 starb Brandi überraschend im Alter von 51 Jahren. Bei seiner Beerdigung waren Vertreter der Bundesmarine und etliche Besatzungsmitglieder der U-Boote unter seinem Kommando anwesend. Albrecht Brandi war verheiratet und hatte 6 Kinder.

## Auszeichnungen
- Eisernes Kreuz (1939) II. und I. Klasse April 1940
- U-Boot-Kriegsabzeichen (1939) 8. Oktober 1942
- U-Boot-Kriegsabzeichen mit Brillanten Juli 1944
- Ritterkreuz des Eisernen Kreuzes mit Eichenlaub, Schwertern und Brillanten[1]
  - Ritterkreuz am 21. Januar 1943
  - Eichenlaub am 11. April 1943 (224. Verleihung)
  - Schwerter am 13. Mai 1944 (66. Verleihung)
  - Brillanten am 24. November 1944 (22. Verleihung)
- Nennung im Wehrmachtbericht am 14. April 1943